# 阿公講古
《阿公講古》，是以中國民間故事為主題的公共電視節目製播組黏土動畫電視劇，由林雅堂製作，吳榮山、林雅堂導演，星際傳播公司拍攝。1990年6月21日於華視頻道公共電視節目時段首播第一季，1992年8月4日起於台視頻道播出第二季。
該劇為臺灣電視史上首度嘗試以黏土動畫形式製作的節目，以16釐米影片逐格拍攝成，一天只能拍出十秒影片，平均每一集要花費三個月才能拍攝完成；自1988年展開製作後，歷經兩年方能上檔。
首播前即獲新加坡電視機構買下新加坡播映權，晚臺灣一個月播出。1990年公視製播組擇定該劇參與1990年國際艾美獎及1991年坎城電視節，該劇亦於第26屆金鐘獎入圍電視金鐘獎兒童節目獎。

## 製作團隊
- 製作人：林雅堂
- 編導：吳榮山
- 攝影：林雅堂
- 燈光：吳仕偉
- 美工：李芳霖
- 場記：蔡麗玲
- 服裝：蔡彩雲
- 剪接：蔡哲輝
- 音樂：黃石、李國強
- 主題曲作詞：李國俊
- 配音：聯合錄音公司
- 製作：正銘傳播公司
- 監製：公共電視小組

## 各話列表
1.石磨
2.聚寶盆
3.石頭人
4.天女山的故事
5.河伯娶新娘
6.門神
7.好鼻師的故事
12.叢林歷險記(上)
13.叢林歷險記(下)
14.懶人傳奇
19.太陽與月亮的故事(上)
20.太陽與月亮的故事(下)
21.傳家寶
22.愛鵝的書法家
23.戒珠寺
24.大龍的心 大龍的膽
25.黃金海
26.窯業世家

## 出處
1. 1 2  , 國立臺南藝術大學虛擬藝術村,   [2019-11-23], （原始内容存档于2019-11-23）
2. ↑  杜若,  (PDF), 新北市政府文化局《新北市文化季刊》第23期, 2016-11-01  [2019-11-23], （原始内容存档 (PDF)于2019-11-23）
3. 1 2  尚孝芬, , 民生報, 1990-06-12
4. 1 2  陳民峰, , 民生報, 1992-08-04
5. ↑  　尚孝芬, , 民生報, 1990-08-16
6. ↑  , 聯合報, 1988-01-20
7. ↑  唐在揚、汪恕、潘婷婷, , 聯合晚報, 1990-10-06
8. ↑  　, , 聯合報, 1991-01-31
9. ↑  　尚孝芬, , 民生報, 1991-04-25

## 外部連結
- 豆瓣电影上《阿公講古》的資料 （简体中文）
- 互联网电影数据库（IMDb）上《阿公講古》的资料（英文）